# Монооксид вуглецю
Моноокси́д вуглецю́, також відомий як карбону (II) оксид, монооксид карбону, чадни́й газ — безбарвний, дуже отруйний газ без запаху. Утворюється внаслідок неповного згоряння пального в автомобільних двигунах та опалюваних приладах, які працюють на вугіллі або на інших видах природного палива. У воді майже не розчиняється і не вступає з нею в хімічну взаємодію. Належить до несолетворних оксидів. Хімічна формула — CO.

## Одержання
Монооксид вуглецю утворюється при згорянні вугілля або сполук, що містять вуглець, при нестачі кисню (повітря), а також при взаємодії діоксиду вуглецю з розжареним вугіллям:
- {\displaystyle {\ce {CO_2 + C <-> 2CO}}}

Ця реакція зворотна, і при температурі нижче 400 °C рівновага майже повністю зміщується вліво, а при 1000 °C — вправо. У лабораторних умовах монооксид вуглецю одержують при нагріванні мурашиної кислоти з концентрованою сульфатною кислотою:
- {\displaystyle {\ce {HCOOH->[{t,H_{2}SO_{4}}]CO{+}H_{2}O}}}

Його отримують також при нагріванні металічного цинку з карбонатом кальцію:
- {\displaystyle {\ce {Zn + CaCO_3 ->[{t}] ZnO + CaO + CO}}}

## Хімічні властивості
На повітрі він спалахує при 700 °C і горить характерним блакитним полум'ям з утворенням діоксиду вуглецю:
- {\displaystyle {\ce {2CO + O_2 -> 2CO_2}}} + 565 кДж

При цьому виділяється значна кількість тепла (135 ккал або 565 кДж). Тому CO в суміші з іншими газами застосовують у техніці як газоподібне паливо (доменні гази, генераторний газ, водяний газ тощо).
При високій температурі монооксид вуглецю проявляє відновні властивості, завдяки чому широко використовується в металургії для одержання деяких металів з їх оксидів. Наприклад:
- {\displaystyle {\ce {PbO + CO -> Pb + CO_2}}}
- {\displaystyle {\ce {Fe_2O_3 + 3CO -> 2Fe + 3CO_2}}}

Хоча деякі благородні метали може відновлювати із водних розчинів їх солей і при кімнатній температурі:
- {\displaystyle {\ce {PdCl_2 + CO + H_2O -> Pd + 2HCl + CO_2}}}

При приєднанні хлору до монооксиду вуглецю утворюється фосген. Реакція відбувається у присутності активованого вугілля як каталізатора навіть при кімнатній температурі:
- {\displaystyle {\ce {CO + Cl_2 = COCl_2}}}

Газ може безпосередньо приєднуватись до деяких металів з утворенням карбонілів металів (наприклад, Fe(CO)5, Ni(CO)4, Mo(CO)6, Cr(CO)6 і т. д.). Такі реакції як правило проходять при підвищеній температурі і тиску:
- {\displaystyle {\ce {Fe + 5CO ->[{p, t}] Fe(CO)_5}}}

Оскільки звичайні протигази монооксид вуглецю практично не затримують, у 1917 році (Баєр) були розроблені насадки із сумішшю оксиду міді з двоокисом марганцю (так звані гопкаліти) здатні окиснювати монооксид до двоокису вуглецю при звичайних температурах (на початку роботи при окисненні монооксиду вони нагріваються за рахунок теплоти, що виділяється в результаті реакції).

## Отруйність
Через свою отруйність монооксид вуглецю є дуже небезпечним для організму людини. Ця небезпека збільшується тим, що він не має запаху і отруєння може настати непомітно. Навіть незначні його кількості, що потрапляють у повітря і вдихаються людиною, викликають запаморочення і нудоту, а вдихання повітря, у якому міститься 0,3 % CO за об'ємом, може швидко привести до смерті.
Отруйна дія CO обумовлюється тим, що він утворює з гемоглобіном крові порівняно стійку сполуку — карбоксигемоглобін, внаслідок чого кров втрачає здатність передавати кисень тканинам організму. Отруєння цим газом наступає в результаті критичної нестачі кисню в організмі. Концентрація CO в повітрі 1 мг/м³ є небезпечною для життя людини.
При отруєнні монооксидом вуглецю рекомендується вдихання свіжого повітря протягом кількох годин, а також штучне зігрівання тіла. При цьому карбогемоглобін поступово руйнується і гемоглобін відновлює свою здатність сполучатися з киснем.

### Профілактика та заходи при отруєнні
Потрібно, щоб усі побутові прилади були справні та щоб фахівці регулярно оглядали їх. Якщо полум'я газу жовте, а не блакитне, вважайте, що це попередження про якусь несправність і можливий вихід чадного газу. При користуванні побутовими приладами, які можуть стати причиною поширення чадного газу, завжди виявляйте обачність.
Ознакою отруєння є сонливість, спричинена зменшенням доступу кисню (CO зворотно блокує гемоглобін). Найкращим заходом допомоги ураженому є свіже повітря й рух. Несмертельні дози не мають акумулятивного ефекту. Звичайні протигази не дають захисту (CO не сорбується активованим вугіллям).
Контроль на шахтах. При роботі в шахтах ведеться постійний контроль його вмісту в повітрі. Транспортні і вантажні машини при підземних і відкритих гірничих роботах обладнуються пристроями для очищення вихлопних газів.

## Утворення в технологічних процесах
Утворюється внаслідок згоряння вуглецю і його сполук при нестачі повітря, в значних кількостях присутній у топкових газах, газах двигунів внутрішнього згоряння, продуктах детонації.

## Відомі люди, померлі від отруєння
- Павличко Соломія Дмитрівна